# Apokrifi
Apokrifi (grč. ἀπόκρυφα; ‘skriven’, ‘tajan’), spisi dvojbene autentičnosti;  naziv se osobito odnosi na određen broj židovskih i kršćanskih vjerskih knjiga biblijskog sadržaja koje se ne ubrajaju u kanon Svetog pisma.
Nakon sinode u Jamniji, 90. godine određen je židovski kanon iz kojeg su isključene određene knjige, jer nisu pisane hebrejskim ili aramejskim jezikom. Poimenice, radi se o Tobiji, Juditi, dodacima Estera, Prvoj i Drugoj knjizi Makabejaca, Mudrosti, Sirahu, Baruhu, te dijelovima Estere i Daniela. No, kršćanska je Crkva ih je i dalje smatrala dijelom Starog zavjeta, jer su ih sadržavale sve najstarije sačuvane Biblije (iz 4. stoljeća). Te knjige katolička Crkva smatra nadahnutima i naziva ih deuterokanonskima. No, neki teolozi poput Atanazija i Jeronima, smatrali su da te knjige ne bi trebale pripadati kanonu, jer ne pripadaju ni hebrejskom kanonu, a ne citiraju se ni u Septuaginti, grčkom prijevodu Staroga zavjeta, kojim se Crkva služila. Ipak su krajem 4. stoljeća, nakon nekoliko održanih koncila na kojima su definirani kanoni, apokrifi ostali dijelom Biblije.
U vrijeme Reformacije, Martin Luther izbacio je apokrife iz protestantskih biblija kao one knjige koje nisu uvrštene u židovski kanon, smatrajući prigovore ranijih kršćanskih teologa opravdanima. Za razliku od toga, novootkrivena gnostička evanđelja, kao i neka od ranije poznata, koje katolička Crkva nije uvrstila u svoj kanon, smatraju se apokrifima od strane te Crkve.

## Katoličke apokrifne knjige
- Evanđelje po Filipu
- Evanđelje po Judi
- Evanđelje po Mariji
- Evanđelje po Petru
- Evanđelje po Tomi
- Knjiga proroka Henoka
- Pavlova apokalipsa
- Tajno evanđelje po Marku
- Život Adama i Eve